# Twistetal
Twistetal est une municipalité allemande située dans l'arrondissement de Waldeck-Frankenberg et dans le land de la Hesse.